# كوي كوك
كوي كوك (بالإنجليزية: Coy Cook)‏ هو مغني أمريكي، ولد في 30 يناير 1924، وتوفي في 17 مايو 1996.